# Berill
Berill (rusky Берилл, do roku 1955 název Berija, rusky Берия) je se svou výškou 2 934 metrů druhá nejvyšší hora hřbetu Suntar-Chajata (někdy brán jako část Verchojanského pohoří). Nachází se na hranici Republiky Sacha a Chabarovského kraje, jehož je nejvyšší horou.

Vrchol se nachází na hlavním (rozvodném) hřbetu Suntar-Chajata v jeho střední části. Vrchol tvoří rozvodí mezi řekami Ochota (přes řeku Delkju Ochotskaja, úmoří Ochotského moře a Tichého oceánu), Lena (přes řeky Judoma - Aldan, úmoří Moře Laptěvů a Severního ledového oceánu) a Indigirka (přes řeky Agajakan – Kjuente, úmoří Východosibiřského moře a Severního ledového oceánu). Z vrcholu stéká 6 ledovců délky 3 – 5 km, z nich největší ledovec Berill má délku 5,3 km a plochu 6,9 km² a stéká až do výšky 1 920 metrů.

## Výstupy
Na vrchol vystoupili jako první dne 10. 8. 1959 glaciologové M.M. Korejša a V. Kalašnikov po západním hřebenu (1B ruské stupnice obtížnosti horolezeckých výstupů). Další prošlé výstupové trasy jsou:
- Východní hřeben (2A, A. Kukuj, 1980)
- Jižní hřeben (2A, R. Badmajev, 1973)
- Travers severního hřebenu (2A, A. Jucjaviljus, zima 1975)
- Travers Berilla (severní a jižní hřeben, 2A, M. Šabalin, zima 1988)